# Scaralis picta
Scaralis picta är en insektsart som först beskrevs av Ernst Friedrich Germar 1830.  Scaralis picta ingår i släktet Scaralis och familjen lyktstritar. Inga underarter finns listade i Catalogue of Life.